# Надер де ал-Андари, Диа
Диа Надер де ал-Андари (исп. Dia Nader de El-Andari; род. 1950) ― венесуэльский политический деятель, дипломат и педагог. Чрезвычайный и полномочный посол Венесуэлы в Сирии в 2006–2009 гг. Поверенный в делах посольства Венесуэлы в Сербии с 2011 года.

## Биография
Родилась в 1950 году. В возрасте семнадцати лет приехала учиться в СССР и окончила факультет физико-математических и естественных наук Университета дружбы народов имени Патриса Лумумбы по специальности «физика» в 1972 году. В 1975―1978 гг. обучалась в аспирантуре Университета дружбы народов, в 1978 году защитила кандидатскую диссертацию. Впоследствии очень тепло отзывалась о годах учёбы в СССР: «отец отправил меня сюда, он хотел, чтобы я научилась любить Родину, научилась дружбе и братству, и я думаю, его мечта сбылась» ― так говорила она. По возвращении в Венесуэлу в течение более двадцати лет занималась преподавательской деятельностью, преподавала в Университете Зулиа.
В 2004–2006 гг. занимала пост советник заместителя министра иностранных дел Венесуэлы по странам Азии, Среднего Востока и Океании. В 2006–2009 гг. – чрезвычайный и полномочный посол Венесуэлы в Сирии.
С 2011 года ― советник-посланник, а затем и поверенный в делах посольства Венесуэлы в Сербии.
Вдова, имеет троих детей.
Снялась в кандаско-сербском документальном фильме Тяжесть цепей 2, который посвящён политической и экономической ситуации стран бывшей Югославии.
Владеет испанским, арабским, русским и английским языками.